# チェリー・ポイント海兵隊航空基地
チェリー・ポイント海兵隊航空基地（チェリー・ポイントかいへいたいこうくうきち、英語: Marine Corps Air Station Cherry Point）は、アメリカ東部のノースカロライナ州ハブロックに位置する、アメリカ海兵隊の基地である。1941年建設、1942年に飛行場に指定され、現在は第2海兵航空団が駐屯している。

## 歴史
チェリー・ポイント海兵隊航空基地は、1941年7月9日に議会によって承認されるとともに、当初の歳出予算として14,990,000ドルが認められ、8,000エーカー（約32平方キロメートル）の湿地帯、農地および森林地の整地が開始された。
実際の整地工事は、1941年8月6日に開始され、徹底的な排水工事などのマラリア対策が実施された。施設の建設が開始されたのは、真珠湾攻撃のわずか17日前の11月のことであった。
1942年5月20日、その施設は、カニンガム演習場（Cunningham Field）と命名された。その名称は、海兵隊の最初のパイロットであるアルフレッド・A・カニンガム中佐にちなんだものであった。完成した施設は、後にチェリー・ポイント海兵隊航空基地へと名称が変更された。それは、桜の木に囲まれた地方郵便局にちなんで命名されたものであった。
第2次世界大戦中のチェリー・ポイントの主要な役割は、太平洋戦域で任務を遂行する部隊および海兵隊員に対する訓練を行うことであった。この航空基地は、1943年にノースカロライナ沖でドイツ軍のUボートに対する攻撃を担任した陸軍航空軍（対潜コマンド第22対潜飛行隊）および海軍飛行隊により、対潜作戦のための基地としても使用された。
また、朝鮮戦争中は、熟練のパイロット、搭乗員、整備員および支援要員を前方に展開する航空部隊に供給する役割を担った。
ベトナム戦争中は、A-6 イントルーダーを装備する3個飛行隊を飛行隊を極東戦域に展開させるとともに、航空搭乗員および航空下士官兵の継続的な供給源としても機能した。
砂漠の嵐作戦においては、AV-8B ハリアーを装備する3個飛行隊、A-6E イントルーダーを装備する2個飛行隊、KC-130 ハーキュリーズを装備する1個飛行隊、EA-6B プラウラーを装備する1個飛行隊および第14海兵航空群、ならびに第32海兵航空群および第2海兵航空団の司令部分遣隊を支援して、南西アジアにおける勝利に貢献した。
2001年10月7日に開始された不朽の自由作戦においては、チェリー・ポイントの海兵隊および海軍兵士たちがアフガニスタンおよびその周辺地域における攻撃任務および戦後処理に参加した。
2007年7月8日、本部庁舎（建物番号：198）が火災により全焼した。新庁舎は、2009年7月29日に起工式が行われ、2011年に完成する予定である。
この航空基地および関連支援施設が占める総面積は、29,000エーカー（約117平方キロメートル）以上に及んでいる。また、その滑走路および関連設備は、フロリダ州ケープ・カナベラルから離陸したスペースシャトルのための代替着陸飛行場として必要な条件を満たしている。
2013年の第11回ボルド・クエスト共同展示に際しては、チェリー・ポイントにおいて、10か国およびすべてのアメリカ軍種に所属する戦闘員、技術チームおよび試験担当官たちに対する各種支援が実施された。その際、J6（JDAT、統合展開分析チーム）の統合参謀が、試験計画の作成および実行の統制を主導するとともに、7つの州にまたがる無数の訓練施設を連携させるために必要なインフラを整備した。チェリー・ポイントは、海軍のアーレイ・バーク級ミサイル駆逐艦「ジェイソン・ダンハム」（USS Jason Dunham, DDG-109）およびタイコンデロガ級ミサイル巡洋艦「サン・ジャシント」（USS San Jacinto, CG-56）などを支援する東海岸における軍事拠点としても重要な役割を果たした。

### アメリカ空軍による使用
1957年7月1日、アメリカ空軍の第614航空管制警戒隊がフェーズⅠ移動レーダー局（M-116）をチェリー・ポイントに設置した。このレーダー局は、計画されていた44か所の移動レーダー局のうちの1つであった。空軍は、1基のAN/FPS-6および2基のAN/FPS-8レーダーを基地飛行運用局の近傍に配置した。90フィート（約27メートル）のタワーの頂上にレドームなしでこれらのレーダーを備えたレーダー局は、当初、地上要撃管制警戒局として使用された。地上要撃管制局としての管制警戒隊の任務は、要撃機をレーダー・スコープ上に捉えた彼我不明の侵入機に向けて誘導することであった。
航空基地に所在するレーダーに加えて、2つのギャップ・フィラー無人局（AN/FPS-14）としてM-116B（ノースカロライナ州エンゲルハルト、北緯35度29分49秒 西経076度00分34秒 / 北緯35.49694度 西経76.00944度）、およびM-116C（ノースカロライナ州ホーリー・リッジ、北緯34度30分50秒 西経077度32分08秒 / 北緯34.51389度 西経77.53556度）が設置され、レーダーのカバー領域を拡大した。
AN/FPS-8のうちの1台は、1960年のハリケーン・ドナの被害を受けた。そのレーダーは1960年4月30日に海軍に管理換され、もう1台の被害を受けなかったAN/FPS-8レーダーは海兵隊により基地における航空管制用として長期にわたって使用されることとなった。
1961年には、M-116が半自動防空警戒管制組織（SAGE）に組み込まれ、当初の間は、バージニア州のフォート・リー空軍基地にデータを供給した。統合後の1963年3月1日に、管制警戒隊は、第614レーダー部隊へと改編された。レーダー部隊は、探知した航空機の距離、方向、高度および速度ならびに彼我の区分に関し、年中無休でSAGE指令センターに情報を提供した。
チェリー・ポイント海兵隊航空基地における空軍のレーダー運用は、予算の削減と対航空機用レーダー・サイトの閉所に伴い、1963年8月1日に終了した。

## 所在部隊
チェリー・ポイント海兵隊航空基地には、以下の部隊が所在している。
アメリカ海兵隊隷下
- 東部海兵隊基地（英語版）
  - 司令部付飛行隊 -UC-35D
- 第2海兵遠征軍
  - 第2海兵航空団
    - 第2海兵航空団司令部中隊（英語版）

  - 第14海兵航空群（英語版）
    - 第223海兵攻撃飛行隊（英語版） - AV-8B/B+
    - 第231海兵攻撃飛行隊（英語版） - AV-8B/B+
    - 第251海兵戦闘攻撃飛行隊（英語版） - F-35C
    - 第542海兵戦闘攻撃飛行隊（英語版） - F-35B
    - 第2海兵無人機飛行隊（英語版） - RQ-21A
    - 第252海兵空中給油輸送飛行隊（英語版） - KC-130J
    - 第14海兵航空兵站中隊（英語版）
    - 第271海兵航空団支援中隊（英語版）

  - 第28海兵管制群（英語版）
    - 第6特殊保安通信班（英語版）

  - 第2海兵兵站群（英語版）
    - 第25戦闘兵站連隊（英語版）
      - 第21戦闘兵站中隊

アメリカ海軍隷下
- 東部艦隊即応センター

チェリー・ポイント海兵隊航空基地は、ノースカロライナ州ボーグのボーグ海兵隊予備着陸場およびノースカロライナ州アトランティックのアトランティック海兵隊場外着陸場に所在する付属施設の管理も行っている。なお、かつて場外着陸場として使われていた施設のうち、グリーンビル海兵隊場外着陸場およびキンストン海兵隊予備飛行場、ニューバーン海兵隊場外着陸場などは現在、地方空港として使用されている。